# 재한 베트남인
재한 베트남인은 대한민국에 거주하는 베트남인이다.
한국의 분단과 한국전쟁 이후, 베트남인은 남북한과 다양한 접촉을 이어왔다. 이들은 한반도에 거주하는 베트남 출신 교포이거나, 한국에서 출생한 순수 또는 혼혈 베트남계 후손으로 구분된다. 후자의 경우, 베트남인은 중국인 이주자에 이어 두 번째로 큰 외국인 집단을 형성하고 있다.
1960년대에는 북베트남 유학생들이 조선민주주의인민공화국으로 유학하여 학업을 이어갔으며, 이 과정에서 한국어 학습을 시작하였다. 전직 주대한민국 베트남 대사 또한 김일성종합대학 유학생 출신이다. 대한민국에서의 베트남인 이민은 다소 늦게 시작되었으나, 이후 빠른 속도로 증가하였다.

## 역사
한국으로 이주한 가장 초기의 베트남계 인물 중 한 명은 이양곤(李陽崑, Lý Dưỡng Côn) 으로, 그는 리 인통(Lý Nhân Tông) 황제의 양자였다. 왕위 계승 위기 이후, 그는 고려로 피신했다. 그는 오늘날 한국에서 베트남계 이씨(李氏) 가문의 강원도 정선군의 본관(本貫)으로 알려져 있다. 이후, 베트남 리 왕조의 왕자 이용상(Lý Long Tường)(리 인통 황제의 일곱째 아들)은 수천 명의 신하와 부하들과 함께 대만을 거쳐 한국으로 도망쳤다. 그들은 리 왕조가 쩐 왕조에 의해 전복될 것이라는 소식을 들었기 때문이다.
이용상과 그의 일행은 1226년 고려 왕국에 망명하였고, 현지인들과 혼인하여 다음 세대를 한반도에서 이어갔다. 이용상에 대한 이야기는 1995년 12월 대한민국의 텔레비전 방송사 KBS를 통해 방영되었다.

## 대한민국
베트남인의 한국 이주는 비교적 늦게 시작되었지만, 곧 대규모로 성장하였다. 그들의 인구는 주로 이주 노동자, 한국에서 태어난 순수 또는 혼혈 베트남계 한국인, 그리고 결혼 중개업체를 통해 현지 남편과 결혼한 여성들로 구성되어 있다. 1994년에는 20,493명의 노동 이주자가 연수 비자를 통해 베트남에서 한국으로 왔으며, 1997년까지 이 수는 약 10% 증가해 22,325명에 달했다. 이주자들은 대부분 남성이었고 기술이 없는 경우가 많아, 어업이나 제조업 같은 노동집약적인 중소기업에서 일했다.
결혼 이주는 더 어두운 역사를 가지고 있다. 베트남 전쟁 당시, 30만 명 이상의 한국군 병사와 민간 지원 인력이 베트남에 주둔했는데, 이들이 베트남 여성들을 데려와 한국으로 돌아갔다. 그러나 이들 중 상당수는 결국 이혼으로 끝났다.
결혼 이주는 1990년대에 들어서야 본격적인 현상이 되었다. 당시 한국 남성은 한국 여성보다 약 8% 많았기 때문에, 해외에서 신부를 찾기 위해 결혼 중개업체를 이용하기 시작했고, 그중에는 베트남도 포함되었다. 2006년 기준으로 매년 5,000명의 베트남 신부가 한국으로 이주하고 있었다.
2007년 기사에서는, 베트남 여성과 결혼한 한국 남성들이 종종 결혼 관광 프로그램을 통해 만났으며, 이런 프로그램은 때때로 농촌 지방정부에서 출산율 증가를 목적으로 보조금을 지원한다고 보도되었다. 이 보조금은 부부가 실제로 한국 농촌에 정착한 후 일정 시간이 지나야 지급된다.
통계에 따르면, 전체 체류 외국인 수는 2024년 기준 약 265만 명에 달하며, 이는 전체 인구의 약 5.2%를 차지하는 규모이다. 이러한 외국인 증가세 속에서 베트남인은 중국인에 이어 두 번째로 큰 비중을 점하고 있으며, 2019년 약 22만 명에서 2024년 약 30만 명 이상으로 증가하였다.
2024년 말 현재 통계에 따르면, 지방자치단체는 경기도이 51,072명으로 가장 많고, 그다음은 서울특별시 27,032명, 경상남도 26,072명, 경상북도 23,632명, 충청남도 20,912명의 순이다.
기초 자치단체별로 보면 가장 많은 곳은 화성특례시(경기도)로 6,615명, 그다음은 경산시(경상북도) 6,362명, 이어서 천안시(충청남도) 5,954명, 김해시(경상남도) 5,668명, 창원시(경상남도) 5,455명, 수원특례시(경기도) 5,416명, 시흥시(경기도) 5,332명 순으로, 수도권에 국한되지 않고 대한민국 각지의 주요 자치단체에 걸쳐 많이 거주하고 있다.
베트남인 증가의 주요 배경으로는 첫째, 제조업 및 3D 업종을 중심으로 한 외국인 노동력 수요 확대, 둘째, 농어촌 지역을 중심으로 한 결혼 이민자의 유입, 셋째, 한류 확산과 한국어 교육 인프라 확충에 따른 유학생 증가를 들 수 있다. 특히, 결혼 이민과 산업연수생 제도, 그리고 외국인 유학생 유치 정책은 베트남인의 장·단기 체류를 동시에 확대시키는 요인으로 작용하였다.
종합적으로 볼 때, 2000년대 이후 베트남인의 국내 거주 증가는 단순한 인구 변동을 넘어, 한국 사회의 다문화화와 노동시장 구조 변화, 국제 교육 교류 확대라는 흐름 속에서 이해할 수 있는 현상이라 할 수 있다.

## 조선민주주의인민공화국
베트남 민주공화국 출신 학생들은 1960년대 초부터 조선민주주의인민공화국에 유학을 가기 시작했는데, 이는 그들의 나라에서 공식적인 한국어 교육이 시작되기 전이었다. 현재 주한 베트남 대사는 김일성종합대학 졸업생이다. 평양 주재 베트남 대사관 직원의 아들이자 1998년부터 2002년까지 김일성종합대학에 다녔던 인물은, 2004년 한국 신문 조선일보와의 인터뷰에서 그곳에서 생활한 경험을 이야기하였다.

## 같이 보기
- 재베트남 한국인
- 연짝공단(호치민 시 근교)